# Bessie Mae Kelley
Elizabeth Mae Kelley, verheiratet: Hirschy (* 10. November 1890 in Pennsylvania, USA; † 21. Oktober 1981 in Lake City, Wabasha County, Minnesota), war eine amerikanische Trickfilmzeichnerin. Sie gehört zu den ersten Frauen, die handgezeichnete Animationsfilme herstellten.

## Leben und Werk
Kelley war die Tochter des kanadischen Landwirts Josiah Brown Kelley (1861–1936) und seiner englischen Ehefrau Eliza Ann, geborene Fiddler (1863–1926). Laut der Volkszählung von 1910 lebte sie als Künstlerin mit ihren Eltern in Caribou (Maine). Sie studierte am Walker Institute of Art und am Pratt Institute. In den 1920er Jahren reiste sie mit einem Koffer mit Papier, Kohle und einer Staffelei durch das Land und informierte darüber, wie Zeichentrickfilme gemacht wurden.
Kelley erstellte Cartoons, die auf dem Klassiker Äsops Fabeln mit vermenschlichten Tieren basierten. Sie arbeitete für Paul Terry und zeichnete ein Mäusepaar namens Milton und Mary, die der späteren Mickey Mouse und Minnie Mouse sehr ähnelten.
Kelleys Arbeit blieb zu Lebzeiten weitgehend unbekannt, bis sie 2022 von der Animationshistorikerin Mindy Johnson wiederentdeckt wurde. Johnson erkannte Kelley in einem Gruppenbild männlicher Entertainer aus den 1920er Jahren, während andere Historiker sie zuvor für eine Sekretärin oder Haushälterin gehalten hatten. Laut Johnsons Recherchen begann Kelley 1917 Kurzfilme zu drehen und zu animieren, die heute als die frühesten bekannten handgezeichneten Animationsfilme einer Frau gelten.
Kelley heiratete 1932 den Maschinisten William A. Hirschy (1908–1980). Ab dann nannte sie sich Elizabeth Hirschy, gab aber unter ihrem Mädchennamen noch gelegentlich Kurse in Zeichnen und Animation. Sie starb 1981, ein Jahr nach dem Tod ihres Ehemannes. Die gemeinsame Grabstätte befindet sich auf dem Lakewood Cemetery in Minneapolis.

## Rekonstruktion
Johnson fand in San Diego im Besitz von Kelleys Großneffen Originalzeichnungen auf Reispapier, die bei der Erstellung der Kurzfilme verwendet wurden, sowie Kupferdrucke, ein Tagebuch, Sammelalben und Fotos mit Kelleys Anmerkungen. Eine der Filmdosen enthielt einen stark beschädigten animierten Kurzfilm, den Kelley 1918 mit Figuren aus dem Comicstrip Gasoline Alley inszeniert hatte.
Am 19. Dezember 2022 präsentierte das Academy Museum of Motion Pictures zusammen mit Kurzfilmen ihrer Kollegen Winsor McCay, John Randolph Bray, Otto Messmer, Dave Fleischer und anderen die wiedergefundenen Filme von Bessie Mae Kelley aus den Jahren 1921 und 1922.

## Filmografie (Auswahl)
- 1921: Flower Fairies, Regie: Bessie Mae Kelley.
- 1922: A Merry Christmas, Regie: Bessie Mae Kelley.